# میکروتکنولوژی
میکروتکنولوژی یا فناوری میکرو (انگلیسی: Microtechnology) به فناوری‌ای گفته می‌شود که محدوده اندازه اجزای آن در محدوده یک میکرومتر (یک میلیوم متر) باشد.

## مواردی که در سطح میکرو ساخته می‌شوند
- الکترونیک:
  - سیم‌ها
  - مقاومت‌ها
  - ترانزیستور‌ها
  - لامپ‌های خلأ
  - دیود‌ها
  - حسگر‌ها
  - خازن‌ها
- ماشینی:
  - موتورهای الکتریکی
  - چرخ‌دنده‌ها
  - اهرم‌ها
  - یاتاقان‌ها
  - لولا‌ها
- Fluidics:
  - شیرهای صنعتی
  - ترانزیستورهای اثر میدان
  - پمپ‌ها
  - توربین‌ها